# غريغ كار
غريغ كار (بالإنجليزية: Greg Carr)‏ هو لاعب كرة القدم الكندية أمريكي، ولد في 8 أكتوبر 1985 في Citra, Florida ‏ في الولايات المتحدة.